# Die Rose
Die Rose is de Middelnederlandse vertaling van de welbekende Roman de la Rose van Guillaume de Lorris en Jean de Meun. De vertaling werd voltooid tussen 1278 en 1325 door een zekere Heinric, over wie verder niets zeker is, behalve dat hij een Brabander was. In vele onderzoeken wordt deze Heinric gelijkgeschakeld aan Hein van Aken, de Brusselse auteur van Van den coninc Saladijn ende van Hughen van Tabaryen.

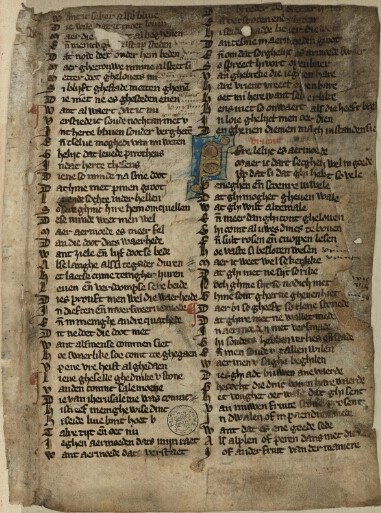
Fragment uit het manuscript van Die Rose. Geschreven door Hein van Aken. Vervaardigd in de Nederlanden, 14e eeuw.

## Ontstaansgeschiedenis
Omstreeks 1230 schreef Guillaume de Lorris in het Frans een allegorisch gedicht over de hoofse liefde, dat hij om een of andere reden onvoltooid liet, of dat althans door een latere tijdgenoot als 'onvoltooid' werd ervaren. Aan de ca. 4000 verzen van Guillaume de Lorris voegde deze tweede auteur, Jean de Meun, omstreeks 1270 nog eens 18.000 verzen toe, waarin hij niet alleen het verhaal verder uitspon, maar het ook met allerlei wetenschappelijke en filosofische uitweidingen verrijkte. Het geheel, de Roman de la Rose, zou al snel een van de succesvolste werken worden uit de niet-religieuze literatuur van de late middeleeuwen.
Omstreeks het einde van de dertiende eeuw vertaalde de Brabander Hein van Aken de Rose in het Middelnederlands. En niet lang daarna kwam ook in het graafschap Vlaanderen een iets 'vrijere' bewerking van het allegorisch gedicht tot stand omstreeks 1290, waarvan echter alleen fragmenten bewaard zijn gebleven. Deze noemt men de Vlaamse Rose.
Van Hein van Akens vertaling zijn drie volledige handschriften, een aantal fragmenten uit vier andere handschriften en een uittreksel in de Heber-Serrurecodex bewaard gebleven in de Universiteitsbibliotheek Gent.

## Verhaal en analyse
Ten opzichte van het Franse origineel is de Brabantse Rose relatief letterlijk vertaald. Ondanks dat de tekst hierbij ingekort werd, zijn er geen grote inhoudelijke veranderingen gebeurd. Het verhaal bestaat uit de droom van een jonge man, die zich in een paradijselijke tuin bevindt en daar verliefd wordt op een rozenknop. Hij zal die knop uiteindelijk plukken, maar niet voordat hij een lange weg heeft afgelegd waarbij hij wordt geholpen en tegengewerkt door allerlei verschillende allegorische personages. Die voeren lange monologen tegen de jongen, die gebaseerd zijn op een uitgebreide reeks Latijnse geschriften. Die zijn hier voor leken toegankelijk gemaakt door ze te vertalen naar de volkstaal en door de toegepaste berijming. Het didactische, het leerzame, zit in zowel de betogen als in de queeste van de jongeman. Uiterst verschillende thema’s komen in het verhaal aan bod. Zo leert men bijvoorbeeld hoe men zich in de liefde dient te gedragen. Verder toont het verhaal het conflict tussen rede en liefde, en ook de rol van rijkdom en armoede of de macht van Natuur komen aan de beurt. Bij de bespreking van die thema’s spreken de allegorische personages elkaar evenwel soms tegen, waardoor het niet gemakkelijk is om te bepalen wat de les van de gehele roman is, en of die er überhaupt is.
Bij de Vlaamse Rose, die dus vrijer vertaald is, is er sprake van een ont-allegorisering. Het gaat namelijk niet meer om een droom, maar om een gesprek tussen de auteur en een jongeman (de minnaar) en diens geliefde. Bovendien worden de personificaties hier veel meer als reële en menselijke figuren geschetst en behandeld. Het vernieuwend karakter van het Franse origineel is hier met andere woorden wat teruggeschroefd naar de stijl van de hoofse roman.